# Finlands operaförbund
Finlands operaförbund (finska: Suomen oopperaliitto) är en finländsk organisation som verkar för operaföreställningar utanför huvudstadsregionen.
Finlands operaförbund, som har sitt säte i Helsingfors, grundades 1968 som en sammanslutning av de lokala operaföreningarna i bland annat Åbo, Tammerfors, Lahtis och Vasa. Dessa föreningar organiserade operaföreställningar, vilka till stor del byggde på amatörers medverkan och hade efter krigsslutet fått ökad betydelse. Finlands operaförbund upprätthåller sedan 1985 en solistbank för att värva solister till dessa föreningars uppsättningar. Finlands operaförbund utdelar priset Årets solist till en sångare under 35 år, som framträtt i en produktion av någon regionalopera.